# کیرستون وارینگ
کیرستون وارینگ (انگلیسی: Kierston Wareing؛ زادهٔ ۷ ژانویهٔ ۱۹۷۶) یک هنرپیشه اهل بریتانیا است.
از فیلم‌ها یا برنامه‌های تلویزیونی که وی در آن نقش داشته‌است می‌توان به تنگ ماهی، بیست و هشت هزار و ۱۰۰ خیابان اشاره کرد.